# Cyril Žižlavský
Cyril Žižlavský (21. února 1908 Vřesovice – 5. března 1943 Mouchnice) byl odborný učitel na měšťanské škole v Koryčanech, podporovatel parašutisty Oldřicha Pechala.
6. dubna 1942 zajistil úkryt pro parašutistu Oldřicha Pechala, velitele skupiny Zinc, u Rudolfa Berky v Blišicích. Ve svém domě ukryl jeho šifrovací klíč, pistoli a 50 000 říšských marek. Za tuto činnost se jej pokusilo gestapo zatknout 15. dubna 1942 Koryčanech, podařilo se mu však uprchnout. Spolu s Pechalem se pak ukrývali v Kyjově, v Ostrovánkách a na faře ve Ždánicích u kněze Václava Kostihy. Cyril Žižlavský unikal gestapu téměř rok, na konci února 1943 se dostal do úkrytu do domu Ondřeje Hubra v Mouchnicích. Úkryt byl vyzrazen při mučení Jindřicha Traudyše a protože Žižlavský nechtěl padnout do rukou gestapa, tak se 5. března 1943 zastřelil.
Památku Cyrila Žižlavského připomíná pamětní deska na domě v Mouchnicích.